# 석포만 해전
석포만 해전(石浦沉船事件, 1885년 2월 14일)는 청불 전쟁 중 프랑스와 청나라 해군 사이에 벌어진 전투이다. 전투는 1885년 2월 14일 밤 닝보 근처의 석포만(石浦灣)에서 벌어졌다.

## 배경
이 전투는 청나라 남양함대가 대만의 프랑스의 봉쇄를 해소하려는 시도에서 시작되었다. 1885년 1월 18일, 청나라 순양함 남침(南琛), 남서(南瑞)와 개제(開濟)가 프리깃 어원(馭遠)과 복합 슬루프 징경(澄慶)과 함께 상하이를 떠나 대만으로 항해했다. 청나라 선단은 오안강(吳安康) 제독의 지휘하에 있었다. 남양함대는 원래 독일의 ‘초빙 제독’ 시벨린의 지휘하에 북양함대의 2척의 비교적 신예 순양함 초용(超勇)과 양위(揚威)와 함께 동반해 왔지만, 이홍장이 이 두 배를 조선 해역으로 돌렸다. (1884년 12월, 원세개가 갑신정변을 물리친 후 조선에 대한 청일의 긴장이 고조 되었다.)
프리깃 어원의 ‘외국인 고문’ 역할을 하는 미국 해군 장교 앨링튼에 따르면, 출격은 깊이 낙담하는 분위기에서 이루어졌다. 청나라군의 함장은 전투에서 프랑스에 대처할 수 있는 능력에 대해 확신이 없었으며, 가능하다면 전투를 피하기로 결정했다. 청나라 선단은 천천히 머뭇거리며 남쪽으로 항해했고, 육지가 안 보이게 되자 종종 멈춰 서서 함포를 발사하는 연습을 했다. 선단이 대만 해협에 도착하기도 전에 우 제독은 이미 임무 완수를 체념하고 있었다. 대신 그는 이 잘못된 소문이 프랑스군에게 대만 봉쇄를 강화시키고, 방비를 위해 프랑스 군함을 집중시키기를 바라며 청나라 전함이 대만으로 출격 중임을 알리고자 의도했다. 청나라 선단은 기수를 돌려 닝보항 근처의 산먼만으로 향했다.
청나라의 출격은 1885년 1월 말 홍콩 신문에 정식으로 보도되었다. 홍콩에서 청나라 소식을 감시하기 위해 주둔하고 있던 트리옹팡트(Triomphante)의 선장 보(Baux)는 즉시 기륭에 있는 아메데 쿠르베 제독에게 이 뉴스를 알렸다. 봉쇄를 하는 단조로운 일상에 지친 프랑스군은 청나라군을 이기지 못한 무능력에 좌절감에 빠졌던 그들은 바다에서 남양 함대의 절반을 격파할 기회가 생기자 환호했다. 2월 초순, 쿠르베는 청나라 해군을 사냥하기 위해 철갑함 바야르(Bayard)와 트리옹팡트(Triomphante), 순양함 니엘리(Nielly), 에끌레르(Éclaireur)와 뒤구에-트루앙(Duguay-Trouin), 포함 아스픽(Aspic) 그리고 수송선 사온느(Saône)와 함께 기륭에서 북쪽으로 항해했다.

## 추격

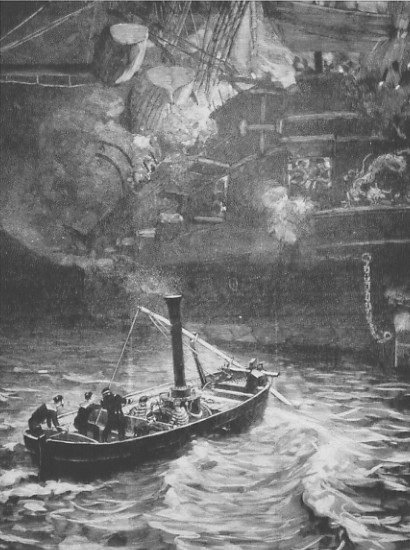
청나라 프리깃 어원을 공격하는 프랑스 어뢰정, 1885년 2월 14일

쿠르베는 적을 어디에서 찾을 수 있을지 불확실한 상태에서 우선 2월 7일 민강 어귀를 정찰한 후 청나라 해안을 따라 북쪽으로 향했다.
2월 9일, 일부 선박에서 석탄 공급이 부족해지자 쿠르베는 순양함 뒤구에-트루앙을 다시 기륭으로 보내야 했다.
2월 10일, 나머지 프랑스 전대는 주산도(舟山島)에 도착했고, 2월 11일에는 장강 입구에 들어서자 오송(呉淞)의 청나라 포대의 경보가 울렸다. 여전히 청나라군의 조짐은 없었다. 결국 프랑스군은 해안과의 교통로를 다져두고, 출격에 대한 최신 소식을 전하는 신문을 훑었다. 그들은 프랑스 극동 전대가 북쪽으로 항해하는 청나라 순양함을 지나쳤으며, 적 군함이 현재 삼문만(三門灣)에 잠복해 있음을 알게 되었다. 쿠르베는 즉시 남쪽으로 향했고, 밤에 전대를 이끌고 주산도의 위험한 물길을 통과하여 가능한 빨리 적과 가까워졌다. 2월 13일, 주산도 남쪽 석포만에서 약간 떨어진 곳에서 에끌레르가 청나라 선단을 포착했고, ‘남쪽에 5척의 증기선이 보인다’는 신호를 보냈다.
프랑스 함대는 즉시 전투 태세를 갖추고, 청나라 해군을 향해 돌진했다. 청나라 선단은 처음에는 우 제독이 기함 개제를 선봉으로 ‘V’자 전형으로 프랑스 해군을 향해 전진했다. 그리고 잠시, 흥분되는 순간 프랑스군은 청나라군이 전투를 받아들였다고 믿었다. 그들은 청나라 군함을 쉽게 파괴할 것이라는 것을 의심하지 않았다. 그런데 사거리에 들기 전에 적 편대가 끊어져 흩어졌다. 쿠르베의 전단이 추격하는 3척의 순양함은 남쪽으로 향했고, 어원과 징경은 석포만으로 피해 갔다. 앨링튼에 따르면, 우 제독은 이 두 배의 선장들에 대해 원한을 품고 있었고, 나머지 청나라 선단을 구하기 위해 의도적으로 희생시켰다고 전했다. 쿠르베의 배는 더 빠른 청나라 순양함을 따라 잡지 못했고, 2월 13일 저녁 쿠르베는 어원과 징경을 처리하기 위해 그의 전대를 석포만으로 이동시켰다.

## 전투

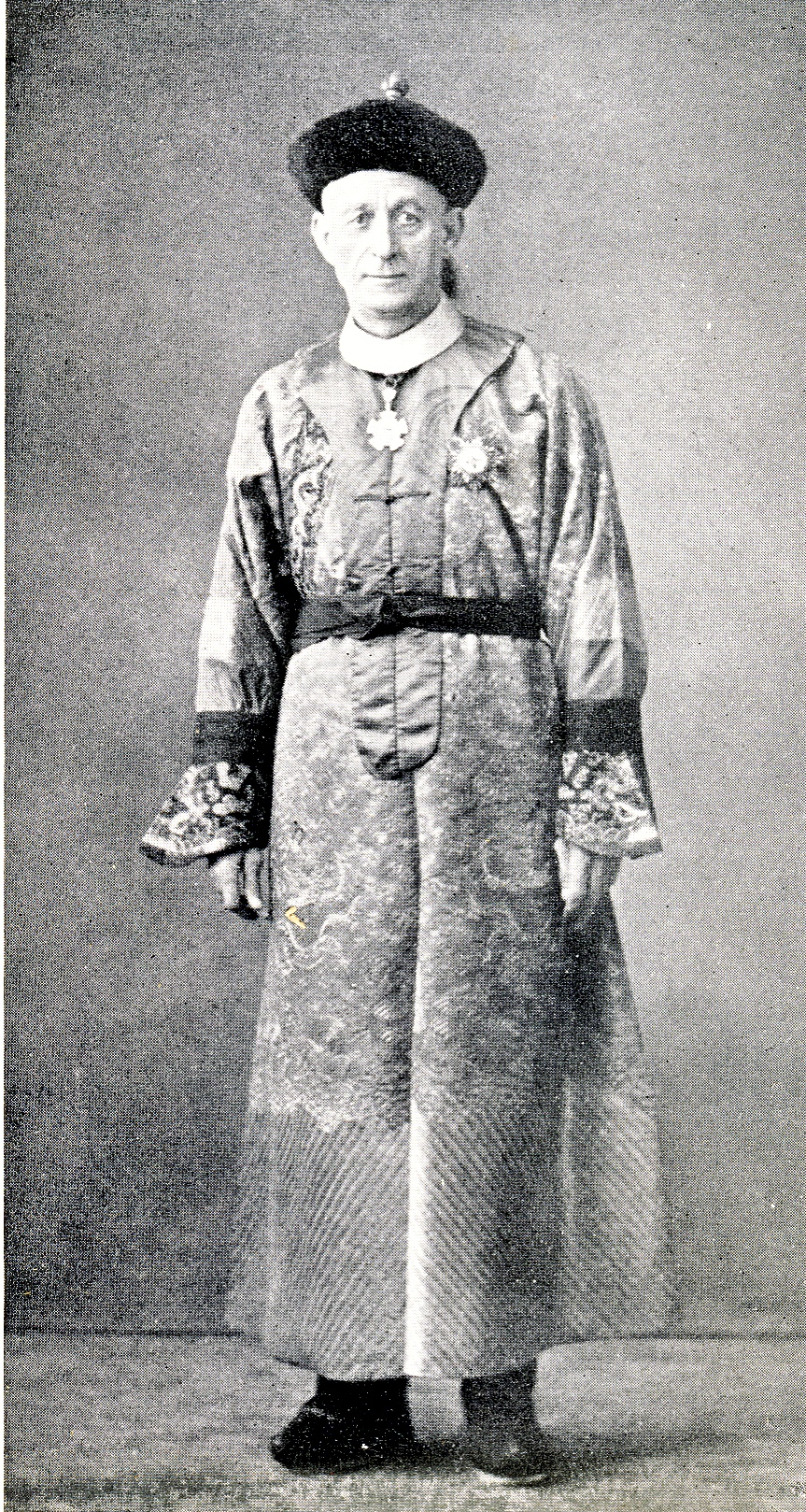
청불 전쟁 동안 미국 해군 장교 L. C. 앨링튼은 남양수사에서 복무했다

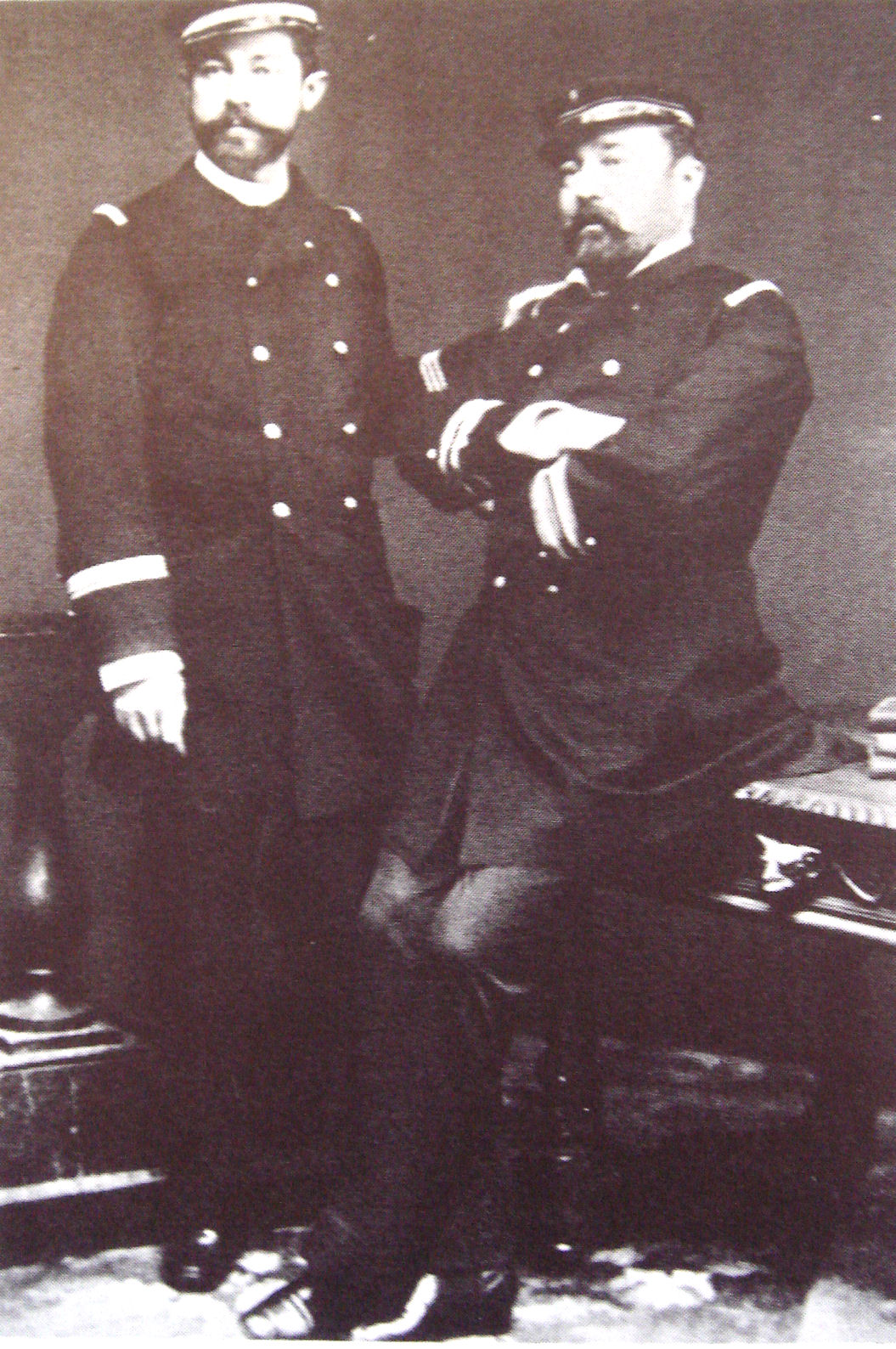
에밀 듀복과 팔마 고드동 함장은 석포만 해전에서 프랑스 어뢰정을 지휘했다.

2월 14일 밤, 프랑스군은 팔마 고르동과 에밀 듀복 함장이 각각 지휘하는 어뢰정으로 두 차례 어뢰를 발사하여 청나라 함대를 공격했다. 두 사람은 통킹 원정 초기 전투에서 이미 두각을 드러냈던 장교들이었다. 구르동은 1883년 8월 20일 투언안 전투에서 베트남 방어선에 투입되었던 최초의 장교들 중 한 명이었으며, 듀복은 1883년 5월 19일 꺼우저이 전투와 1883년 8월 15일 푸호아이 전투에서 영웅적으로 싸웠다.
두 프랑스 장교는 청나라 명절 설날에 맞춰 동시에 공격을 시작했다. 석포만에는 프랑스군으로부터 피난해온 정크선과 삼판으로 가득 차 있었다. 듀복과 고르동은 위장을 위해 검은색으로 칠한 작은 어뢰정을 타고, 목표물에 들키지 않고 접근하려 했다. (앨링튼은 청나라 선장들에게 이 작은 배들을 두 청나라 전함으로부터 치우라고 경고를 했지만, 그의 조언은 무시당했다.) 두 척의 프랑스 어뢰정은 어둠을 틈타 목표물에서 100미터 이내로 들키지 않고 접근할 수 있었다. 그러나 두 배에 타고 있던 청나라 초병들이 경계 태세에 들어갔고, 프랑스 어뢰정은 그들의 목표물에서 약간 떨어진 곳에서 관측당했다. 청나라군의 집중 소총 사격을 받으면서, 듀복과 고동은 극도로 위험한 접근을 했고, 성공적으로 어원의 선체에 길쭉한 어뢰를 폭발시켜 청나라 프리깃을 무력화시켰다. 그후 두 어뢰정 모두 석포만을 빠져나와 다음날 아침 사온느에 의해 복구되었다. 공격을 수행하는 동안 프랑스 해병 한 명이 소총에 맞아 사망했다.
앨링튼은 청나라군의 관점에서 전투에 대한 귀중한 설명을 남겼다. 그는 어원이 프랑스 어뢰정의 공격을 받을 때, 탑승하고 있었으며, 원통 어뢰에 피격된 이후 공황상태에 빠진 청나라 수병들의 혼란을 생생하게 기록했다. 청나라 수병들은 배를 버리고 해안으로 헤엄쳐서 빠져 나갔다. 프랑스군의 공격으로 혼란스런 상황에서 청나라 해안포대는 대포를 발사했다. 청나라 포군의 사격은 매우 부정확했으며, 적어도 하나의 포탄이 복합 슬루프 징경을 피격해 무력화시킨 것으로 보였다.

| “ | 지금 일어난 그 광경은 말로 형언할 수 없을 정도였다. 혹자는 보트를 내리려고 했고, 일부는 갑판으로 뛰어들어 자신의 물건을 꺼내려 달려갔고, 많은 이들이 바다 위로 뛰어내렸다. 사실 그것은 모두 자신을 위한 행동이었으며, 빠른 자가 승자였다. 내가 실제로 무슨 일이 일어났는지 알아차릴 때쯤, 이상한 광경이 눈앞에 펼쳐졌다. 우리 바로 앞에 작은 징경이 천천히 물밑으로 가라앉았다. 징경은 우리를 침몰시킨 바로 그 어뢰정의 공격을 받았었다. 우리 배는 점점 가라앉고 있었고, 함포가 수면에 거의 잠기고 있었다. 해안가를 따라 그리고 주변의 물속에는 수병과 군병, 닭, 오리, 거위, 수하물이 떠 있었다. 그 잘못은 전적으로 최후의 순간까지 청나라군에게 있었다. 그들이 대재앙을 막아내려고 어뢰정을 격퇴하려고 시도했다면, 대신에 적을 격침시켰을지도 모른다. 그러나 그런 시도는 없었고, 프랑스군은 무사히 탈출했다. | ” |

2월 15일 아침, 프랑스군은 석포만을 정찰했고, 청나라 선박 두 척이 침몰했다는 것을 발견했다. 구르동과 듀복은 프랑스 전대로 귀환하자, 둘 다 어뢰 공격을 가하는 과정에서 포화 속에서 보여준 영웅적인 행동으로 훈장을 받았다.
아군의 포격으로 한 척을 상실한 것에 당황해서, 청나라 당국은 이후 징경이 프랑스군의 손에 넘어지지 않도록 자침시켰다고 주장했다. 그러나, 앨링튼과 듀복은 모두 전투 중에 징경에서 밝은 섬광과 큰 폭발 소리를 들었다고 기록했다. 앨링튼은 슬루프가 프랑스군 어뢰에 맞았다고 가정했지만, 청나라군의 포탄에 희생된 것으로 보인다. 듀복과 고르동은 징경이 아니라 어원만 공격했다는 주장을 굽히지 않았다.

## 석포만 해전의 프랑스 전함

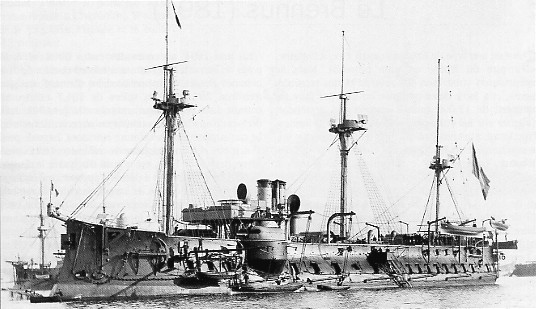
바야르
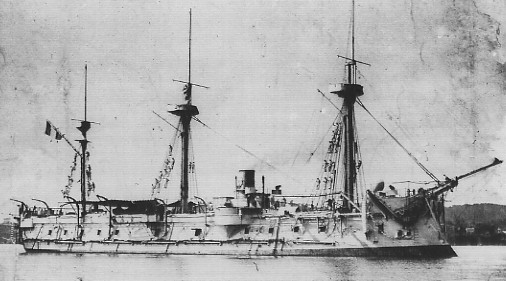
트리옹팡트
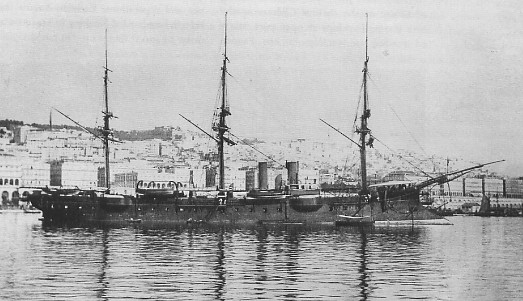
뒤구에-트루앙
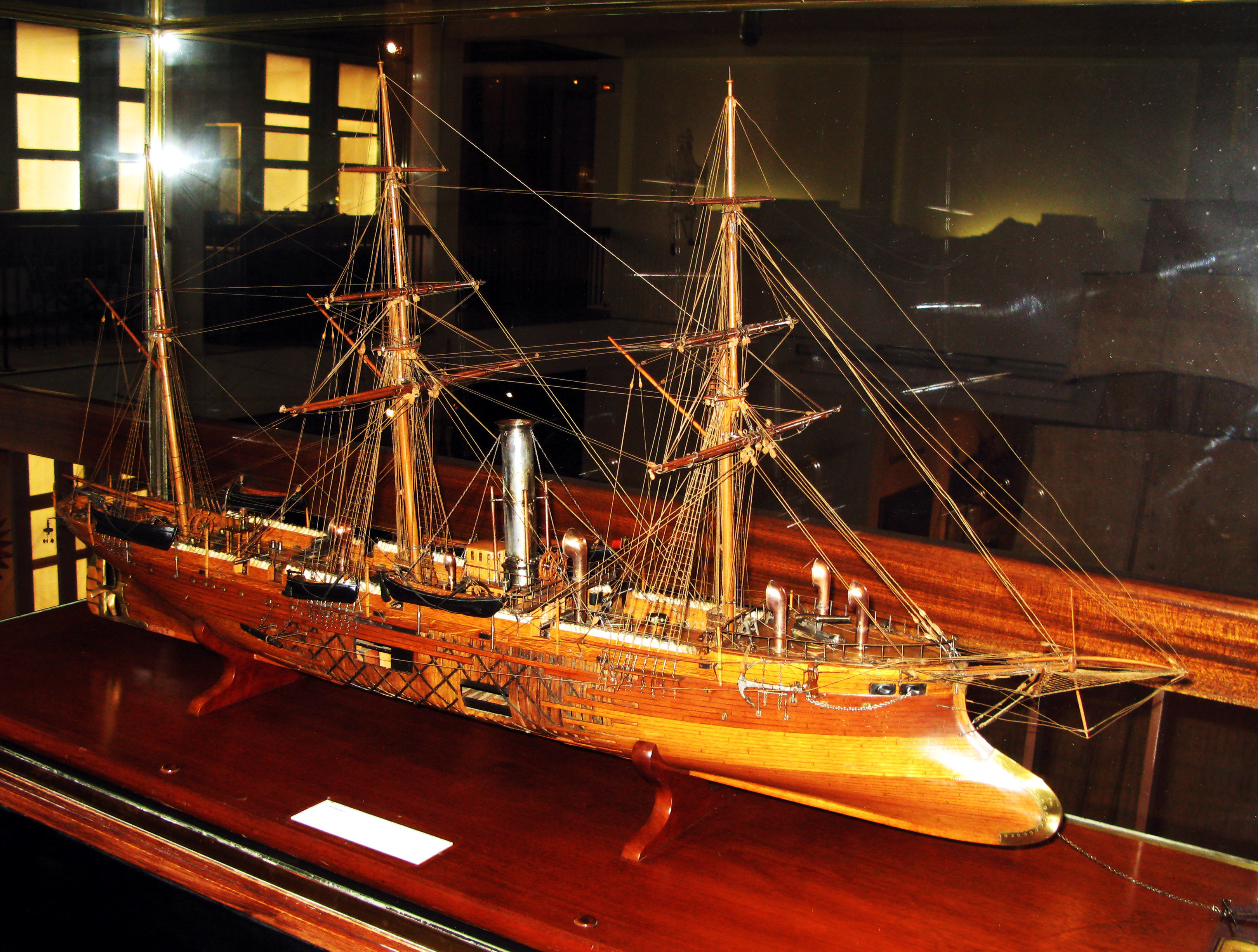
에끌레르 (툴롱 해군 박물관에 전시한 축소 모형)

## 참고자료
- Arlington, L. C., Through the Dragon's Eyes (London, 1931)
- De Lonlay, D., L'amiral Courbet et le « Bayard »; récits, souvenirs historiques (Paris, 1886)
- Duboc, E., Trente cinq mois de campagne en Chine, au Tonkin (Paris, 1899)
- Huard, L., La guerre du Tonkin (Paris, 1887)
- Loir, M., L'escadre de l'amiral Courbet (Paris, 1886)
- Lung Chang [龍章], Yueh-nan yu Chung-fa chan-cheng [越南與中法戰爭, Vietnam and the Sino-French War] (Taipei, 1993)
- Randier, J., La Royale (La Falaise, 2006) ISBN 2352610222
- Rawlinson, J., China's Struggle for Naval Development, 1839–1895 (Harvard, 1967)
- Thomazi, A., La conquête de l'Indochine (Paris, 1934)
- Wright, R., The Chinese Steam Navy, 1862–1945 (London, 2001)